# Liste der Verkehrsflughäfen in den Vereinigten Staaten
Die Liste enthält eine Übersicht der kommerzieller Flughäfen in den Vereinigten Staaten (englisch Commercial Service Airports). Diese Flughäfen entsprechen in Aufgaben und Ausstattung deutschen Verkehrsflughäfen.

## Kategorisierung
Grundsätzlich gibt es in der Kategorisierung der Flugplätze nach der Federal Aviation Administration keine Unterscheidung in Verkehrsflughafen, Flugplatz oder Landeplatz. Die Unterscheidung sind Commercial Service Airports für Charter- und Linienverbindungen mit mehr als 2.500 abgefertigten Passagieren englisch enplanement, Reliver Airports als Ausweichflughäfen für kommerzielle Flughäfen und General Aviation Airports der Allgemeinen Luftfahrt. Diese Kategorisierung ist Grundlage für die Höhe der Bundesmittel aus dem National Plan of Integrated Airport Systems.
- Commercial Service Airports
  - Primary Airports
    - Large Hub mit einem Passagieraufkommen von über einem Prozent in den Vereinigten Staaten.
    - Medium Hub mit einem Passagieraufkommen zwischen 0,25 % und ein Prozent.
    - Small Hub mit einem Passagieraufkommen zwischen 0,05 % und 0,25 %.
    - Nonhub mit einem Passagieraufkommen von über 10.000, aber weniger als 0,05 %.

  - Nonprimary Commercial Service Airports mit einem Passagieraufkommen zwischen 2.500 und 10.000 abgefertigte Personen.
- Reliever Airports als Ausweichflughäfen, wenn kommerziellen Flughäfen eine Überlastung droht.
- General Aviation Airports sind Flughäfen der Allgemeinen Luftfahrt von nationaler, regionaler oder lokaler Bedeutung mit einem Passagieraufkommen von weniger als 2.500 abgefertigte Personen.
- Cargo Service Airports mit einer jährlichen Fracht von mehr als 100 Millionen Pfund

Flughäfen, die ausschließlich einer privaten Nutzung unterliegen (z.B Privatflugplätze oder Vereinsflugplätze), werden nicht kategorisiert.

## Erklärung
- Name des Flughafens: Nennt den Namen des Flughafens sowie eventuelle Zusatzbezeichnungen.
- IATA-Code: Der Code besteht aus einer Kombination von jeweils drei lateinischen Buchstaben und dient zu einer eindeutigen Kennzeichnung der einzelnen Verkehrsflughäfen. Der IATA-Code wird von der International Air Transport Association (IATA) vergeben.
- ICAO-Code: Der ICAO-Code wird von der International Civil Aviation Organization vergeben und besteht aus einer eindeutigen Kombination aus vier lateinischen Buchstaben. In den USA wird im Allgemeinen dem ersten Buchstaben (K) einfach der IATA-Code des jeweiligen Flughafens hinzugefügt, um den ICAO-Code zu bilden. Da es viele kleine Flughäfen bzw. -plätze gibt, die gar keinen IATA-Flughafencode erhalten haben, hat die amerikanische Luftfahrtbehörde FAA eigene 3-Buchstabencodes für derartige Flugplätze vergeben, ohne diese Codes mit der IATA abzugleichen. Codes für Flugplätze in den Bundesstaaten Alaska und Hawaii liegen in der Region Nördlicher Pazifik und beginnen daher mit PA bzw. PH.  US-Außengebiete haben folgende Codes:
  - Amerikanische Jungferninseln – TI
  - Amerikanisch-Samoa – NS
  - Guam – PG
  - Johnston-Atoll – PJ
  - Nördliche Marianen – PG
  - Puerto Rico – TJ
  - Midwayinseln – PM
- Eröffnung: Nennt das Jahr, in dem der Flughafen am aktuellen Standort eröffnet wurde.
- Passagierzahlen: Gibt die gesamte Passagierzahl des Flughafens für das jeweilige Jahr an. Darin enthalten sind Linienverkehr, Pauschalreiseverkehr, kommerzieller Verkehr, gewerblicher Verkehr und sonstiger Verkehr. Nicht zu verwechselm mit Enplanement, die nur die abgefertigten Passagiere enthält.[3]
- Kategorie: Beschreibt die Kategorie nach der Commercial Service Airports:
  -     - Primary Large Hub – large hub
    - Primary Medium Hub – medium hub
    - Primary Small Hub – small hub
    - Primary Non Hub – nonhub
    - Nonprimary Commercial Service Airport – non-primary
- Zugeordnete Stadt: Beschreibt das Einzugsgebiet
- Bundesstaat/Territorium: Bundesstaat oder Außengebiet der USA.

## Flughafenliste
Mit Stand von 2019 gibt es folgende Anzahl an Commercial Service Airports:
- 30 Large Hubs
- 32 Medium Hubs
- 74 Small Hubs
- 267 Non Hubs und
- 119 Nonprimary Commercial Service Airports

| Name des Flughafens                                     | IATA-Code | ICAO-Code | Eröffnung | Passagierzahl   | Kategorie   | Zugeordnete Stadt   | Bundesstaat / Territorium    |
| ------------------------------------------------------- | --------- | --------- | --------- | --------------- | ----------- | ------------------- | ---------------------------- |
| Hartsfield–Jackson Atlanta International Airport        | ATL       | KATL      | 1925      | 110,5 Mio. 2019 | large hub   | Atlanta             | Georgia                      |
| Los Angeles International Airport                       | LAX       | KLAX      | 1928      | 88,06 Mio. 2019 | large hub   | Los Angeles         | Kalifornien                  |
| Chicago O’Hare International Airport                    | ORD       | KORD      | 1955      | 84,65 Mio. 2019 | large hub   | Chicago             | Illinois                     |
| Dallas/Fort Worth International Airport                 | DFW       | KDFW      | 1974      | 75,07 Mio. 2019 | large hub   | Fort Worth          | Texas                        |
| Denver International Airport                            | DEN       | KDEN      | 1995      | 69,02 Mio. 2019 | large hub   | Denver              | Colorado                     |
| John F. Kennedy International Airport                   | JFK       | KJFK      | 1948      | 62,55 Mio. 2019 | large hub   | New York City       | New York                     |
| San Francisco International Airport                     | SFO       | KSFO      | 1927      | 57,49 Mio. 2019 | large hub   | San Francisco       | Kalifornien                  |
| Seattle-Tacoma International Airport                    | SEA       | KSEA      | 1944      | 51,80 Mio. 2019 | large hub   | Seattle             | Washington                   |
| Harry Reid International Airport                        | LAS       | KLAS      | 1943      | 51,50 Mio. 2019 | large hub   | Las Vegas           | Nevada                       |
| Orlando International Airport                           | MCO       | KMCO      | 1976      | 50,61 Mio. 2019 | large hub   | Orlando             | Florida                      |
| Charlotte Douglas International Airport                 | CLT       | KCLT      | 1935      | 50,16 Mio. 2019 | large hub   | Charlotte           | North Carolina               |
| Newark Liberty International Airport                    | EWR       | KEWR      | 1928      | 46,34 Mio. 2019 | large hub   | Newark              | New Jersey                   |
| Phoenix Sky Harbor International Airport                | PHX       | KPHX      | 1935      | 46,29 Mio. 2019 | large hub   | Phoenix             | Arizona                      |
| George Bush Intercontinental Airport                    | IAH       | KIAH      | 1969      | 45,20 Mio. 2019 | large hub   | Houston             | Texas                        |
| Miami International Airport                             | MIA       | KMIA      | 1928      | 45,92 Mio. 2019 | large hub   | Miami               | Florida                      |
| Logan International Airport                             | BOS       | KBOS      | 1923      | 42,52 Mio. 2019 | large hub   | Boston              | Massachusetts                |
| Minneapolis-Saint Paul International Airport            | MSP       | KMSP      | 1920      | 39,56 Mio. 2019 | large hub   | Minneapolis         | Minnesota                    |
| Detroit Metropolitan Wayne County Airport               | DTW       | KDTW      | 1930      | 36,77 Mio. 2019 | large hub   | Detroit             | Michigan                     |
| Fort Lauderdale-Hollywood International Airport         | FLL       | KFLL      | 1946      | 36,75 Mio. 2019 | large hub   | Fort Lauderdale     | Florida                      |
| Philadelphia International Airport                      | PHL       | KPHL      | 1940      | 33,02 Mio. 2019 | large hub   | Philadelphia        | Pennsylvania                 |
| LaGuardia Airport                                       | LGA       | KLGA      | 1939      | 31,08 Mio. 2019 | large hub   | New York City       | New York                     |
| Baltimore-Washington International Airport              | BWI       | KBWI      | 1950      | 27,25 Mio. 2019 | large hub   | Glen Burnie         | Maryland                     |
| Salt Lake City International Airport                    | SLC       | KSLC      | 1911      | 26,80 Mio. 2019 | large hub   | Salt Lake City      | Utah                         |
| San Diego International Airport                         | SAN       | KSAN      | 1928      | 25,22 Mio. 2019 | large hub   | San Diego           | Kalifornien                  |
| Washington Dulles International Airport                 | IAD       | KIAD      | 1962      | 24,82 Mio. 2019 | large hub   | Dulles              | Virginia                     |
| Ronald Reagan Washington National Airport               | DCA       | KDCA      | 1941      | 23,90 Mio. 2019 | large hub   | Arlington County    | Virginia                     |
| Tampa International Airport                             | TPA       | KTPA      | 1928      | 22,50 Mio. 2019 | large hub   | Tampa               | Florida                      |
| Chicago Midway Airport                                  | MDW       | KMDW      | 1927      | 20,84 Mio. 2019 | large hub   | Chicago             | Illinois                     |
| Daniel K. Inouye International Airport                  | HNL       | PHNL      | 1927      | 21,87 Mio. 2019 | large hub   | Honolulu            | Hawaii                       |
| Portland International Airport                          | PDX       | KPDX      | 1940      | 19,89 Mio. 2019 | large hub   | Portland            | Oregon                       |
| Nashville International Airport                         | BNA       | KBNA      | 1937      | 17,17 Mio. 2019 | medium hub  | Nashville           | Tennessee                    |
| Austin-Bergstrom International Airport                  | AUS       | KAUS      | 1999      | 17,34 Mio. 2019 | medium hub  | Austin              | Texas                        |
| Dallas Love Field                                       | DAL       | KDAL      | 1917      | 16,78 Mio. 2019 | medium hub  | Dallas              | Texas                        |
| Lambert-Saint Louis International Airport               | STL       | KSTL      | 1920      | 15,88 Mio. 2019 | medium hub  | St. Louis           | Missouri                     |
| Norman Y. Mineta San José International Airport         | SJC       | KSJC      | 1965      | 15,70 Mio. 2019 | medium hub  | San José            | Kalifornien                  |
| William P. Hobby Airport                                | HOU       | KHOU      | 1937      | 14,40 Mio. 2019 | medium hub  | Houston             | Texas                        |
| Raleigh-Durham International Airport                    | RDU       | KRDU      | 1943      | 14,21 Mio. 2019 | medium hub  | Raleigh             | North Carolina               |
| Louis Armstrong New Orleans International Airport       | MSY       | KMSY      | 1944      | 13,64 Mio. 2019 | medium hub  | Kenner              | Louisiana                    |
| Oakland International Airport                           | OAK       | KOAK      | 1927      | 13,59 Mio. 2018 | medium hub  | Oakland             | Kalifornien                  |
| Sacramento International Airport                        | SMF       | KSMF      | 1967      | 13,17 Mio. 2019 | medium hub  | Sacramento          | Kalifornien                  |
| Kansas City International Airport                       | MCI       | KMCI      | 1956      | 11,80 Mio. 2019 | medium hub  | Kansas City         | Missouri                     |
| John Wayne Airport                                      | SNA       | KSNA      | 1926      | 10,66 Mio. 2019 | medium hub  | Santa Ana           | Kalifornien                  |
| Southwest Florida International Airport                 | RSW       | KRSW      | 1983      | 10,23 Mio. 2019 | medium hub  | Fort Myers          | Florida                      |
| San Antonio International Airport                       | SAT       | KSAT      | 1941      | 10,36 Mio. 2019 | medium hub  | San Antonio         | Texas                        |
| Cleveland Hopkins International Airport                 | CLE       | KCLE      | 1925      | 10,04 Mio. 2019 | medium hub  | Cleveland           | Ohio                         |
| Pittsburgh International Airport                        | PIT       | KPIT      | 1952      | 9,80 Mio. 2019  | medium hub  | Pittsburgh          | Pennsylvania                 |
| Indianapolis International Airport                      | IND       | KIND      | 1931      | 9,54 Mio. 2019  | medium hub  | Indianapolis        | Indiana                      |
| Luis Muñoz Marín International Airport                  | SJU       | TJSJ      | 1955      | 9,45 Mio. 2019  | medium hub  | San Juan            | Puerto Rico                  |
| Cincinnati/Northern Kentucky International Airport      | CVG       | KCVG      | 1947      | 9,10 Mio. 2019  | medium hub  | Hebron              | Kentucky                     |
| John Glenn Columbus International Airport               | CMH       | KCMH      | 1929      | 8,60 Mio. 2019  | medium hub  | Columbus            | Ohio                         |
| Kahului Airport                                         | OGG       | PHOG      | 1942      | 7,97 Mio. 2019  | medium hub  | Kahului             | Hawaii                       |
| Jacksonville International Airport                      | JAX       | KJAX      | 1968      | 7,07 Mio. 2019  | medium hub  | Jacksonville        | Florida                      |
| Palm Beach International Airport                        | PBI       | KPBI      | 1936      | 7,00 Mio. 2019  | medium hub  | West Palm Beach     | Florida                      |
| General Mitchell International Airport                  | MKE       | KMKE      | 1920      | 6,89 Mio. 2019  | medium hub  | Milwaukee           | Wisconsin                    |
| Bradley International Airport                           | BDL       | KBDL      | 1941      | 6,75 Mio. 2019  | medium hub  | Windsor Locks       | Connecticut                  |
| Hollywood Burbank Airport                               | BUR       | KBUR      | 1930      | 5,98 Mio. 2019  | medium hub  | Burbank             | Kalifornien                  |
| Ontario International Airport                           | ONT       | KONT      | 1949      | 5,58 Mio. 2019  | medium hub  | Ontario             | Kalifornien                  |
| Ted Stevens Anchorage International Airport             | ANC       | PANC      | 1951      | 5,13 Mio. 2019  | medium hub  | Anchorage           | Alaska                       |
| Albuquerque International Sunport                       | ABQ       | KABQ      | 1939      | 5,41 Mio. 2019  | medium hub  | Albuquerque         | New Mexico                   |
| Buffalo Niagara International Airport                   | BUF       | KBUF      | 1926      | 5,01 Mio. 2018  | medium hub  | Buffalo             | New York                     |
| Eppley Airfield                                         | OMA       | KOMA      | 1925      | 5,02 Mio. 2019  | medium hub  | Omaha               | Nebraska                     |
| Charleston International Airport                        | CHS       | KCHS      | 1929      | 4,47 Mio. 2018  | medium hub  | Charleston          | South Carolina               |
| Memphis International Airport                           | MEM       | KMEM      | 1929      | 4,64 Mio. 2019  | small hub   | Memphis             | Tennessee                    |
| Richmond International Airport                          | RIC       | KRIC      | 1927      | 4,38 Mio. 2019  | small hub   | Highland Springs    | Virginia                     |
| Reno Tahoe International Airport                        | RNO       | KRNO      | 1929      | 4,02 Mio. 2019  | small hub   | Reno                | Nevada                       |
| Will Rogers World Airport                               | OKC       | KOKC      | 1911      | 4,42 Mio. 2019  | small hub   | Oklahoma City       | Oklahoma                     |
| Boise Airport                                           | BOI       | KBOI      | 1936      | 4,11 Mio. 2019  | small hub   | Boise               | Idaho                        |
| Louisville Muhammad Ali International Airport           | SDF       | KSDF      | 1947      | 4,24 Mio. 2019  | small hub   | Louisville          | Kentucky                     |
| Norfolk International Airport                           | ORF       | KORF      | 1938      | 3,98 Mio. 2019  | small hub   | Norfolk             | Virginia                     |
| Theodore Francis Green State Airport                    | PVD       | KPVD      | 1931      | 3,99 Mio. 2019  | small hub   | Warwick             | Rhode Island                 |
| Spokane International Airport                           | GEG       | KGEG      | 1941      | 4,11 Mio. 2019  | small hub   | Spokane             | Washington                   |
| Ellison Onizuka Kona International Airport at Keāhole   | KOA       | PHKO      | 1970      | 4,06 Mio. 2019  | small hub   | Kailua-Kona         | Hawaii                       |
| Antonio B. Won Pat International Airport                | GUM       | PGUM      | 1982      | 3,77 Mio. 2019  | small hub   | Tamuning            | Guam                         |
| Tucson International Airport                            | TUS       | KTUS      | 1919      | 3,78 Mio. 2019  | small hub   | Tucson              | Arizona                      |
| Gerald R. Ford International Airport                    | GRR       | KGRR      | 1963      | 3,59 Mio. 2019  | small hub   | Grand Rapids        | Michigan                     |
| Long Beach Airport                                      | LGB       | KLGB      | 1923      | 3,58 Mio. 2019  | small hub   | Long Beach          | Kalifornien                  |
| El Paso International Airport                           | ELP       | KELP      | 1928      | 3,52 Mio. 2019  | small hub   | El Paso             | Texas                        |
| Lihue Airport                                           | LIH       | PHLI      | 1949      | 3,37 Mio. 2019  | small hub   | Līhuʻe              | Hawaii                       |
| Orlando Sanford International Airport                   | SFB       | KSFB      | 1969      | 3,29 Mio. 2019  | small hub   | Sanford             | Florida                      |
| Birmingham-Shuttlesworth International Airport          | BHM       | KBHM      | 1931      | 3,10 Mio. 2019  | small hub   | Birmingham          | Alabama                      |
| Tulsa International Airport                             | TUL       | KTUL      | 1928      | 3,05 Mio. 2019  | small hub   | Tulsa               | Oklahoma                     |
| Albany International Airport                            | ALB       | KALB      | 1928      | 2,83 Mio. 2017  | small hub   | Albany              | New York                     |
| Savannah/Hilton Head International Airport              | SAV       | KSAV      | 1918      | 3,02 Mio. 2019  | small hub   | Savannah            | Georgia                      |
| Des Moines International Airport                        | DSM       | KDSM      | 1933      | 2,92 Mio. 2019  | small hub   | Des Moines          | Iowa                         |
| Palm Springs International Airport                      | PSP       | KPSP      | 1961      | 2,56 Mio. 2019  | small hub   | Palm Springs        | Kalifornien                  |
| Myrtle Beach International Airport                      | MYR       | KMYR      | 1955      | 2,61 Mio. 2019  | small hub   | Myrtle Beach        | South Carolina               |
| Greenville-Spartanburg International Airport            | GSP       | KGSP      | 1962      | 2,61 Mio. 2019  | small hub   | Greer               | South Carolina               |
| Greater Rochester International Airport                 | ROC       | KROC      | 1927      | 2,60 Mio. 2019  | small hub   | Rochester           | New York                     |
| Syracuse Hancock International Airport                  | SYR       | KSYR      | 1928      | 2,31 Mio. 2018  | small hub   | Syracuse            | New York                     |
| McGhee Tyson Airport                                    | TYS       | KTYS      | 1927      | 2,22 Mio. 2018  | small hub   | Alcoa               | Tennessee                    |
| Dane County Regional Airport                            | MSN       | KMSN      | 1942      | 2,25 Mio. 2019  | small hub   | Madison             | Wisconsin                    |
| St. Petersburg-Clearwater International Airport         | PIE       | KPIE      | 1942      | 2,29 Mio. 2019  | small hub   | Clearwater          | Florida                      |
| Pensacola International Airport                         | PNS       | KPNS      | 1934      | 2,20 Mio. 2019  | small hub   | Pensacola           | Florida                      |
| Portland International Jetport                          | PWM       | KPWM      | 1927      | 2,18 Mio. 2019  | small hub   | Portland            | Maine                        |
| Bill and Hillary Clinton National Airport               | LIT       | KLIT      | 1931      | 2,24 Mio. 2019  | small hub   | Little Rock         | Arkansas                     |
| Piedmont Triad International Airport                    | GSO       | KGSO      | 1927      | 2,14 Mio. 2019  | small hub   | Greensboro          | North Carolina               |
| Sarasota–Bradenton International Airport                | SRQ       | KSRQ      | 1942      | 1,97 Mio. 2019  | small hub   | Sarasota            | Florida                      |
| Fresno Yosemite International Airport                   | FAT       | KFAT      | 1942      | 1,96 Mio. 2019  | small hub   | Fresno              | Kalifornien                  |
| Northwest Arkansas Regional Airport                     | XNA       | KXNA      | 1998      | 1,80 Mio. 2019  | small hub   | Bentonville         | Arkansas                     |
| Phoenix-Mesa Gateway Airport                            | AZA       | KIWA      | 1994      | 1,77 Mio. 2019  | small hub   | Mesa                | Arizona                      |
| Westchester County Airport                              | HPN       | KHPN      | 1945      | 1,41 Mio. 2019  | small hub   | White Plains        | New York                     |
| Wichita Mid-Continent Airport                           | ICT       | KICT      | 1954      | 1,80 Mio. 2019  | small hub   | Wichita             | Kansas                       |
| Manchester-Boston Regional Airport                      | MHT       | KMHT      | 1927      | 1,73 Mio. 2019  | small hub   | Manchester          | New Hampshire                |
| James M. Cox Dayton International Airport               | DAY       | KDAY      | 1929      | 1,90 Mio. 2017  | small hub   | Dayton              | Ohio                         |
| City of Colorado Springs Municipal Airport              | COS       | KCOS      | 1927      | 1,67 Mio. 2019  | small hub   | Colorado Springs    | Colorado                     |
| Punta Gorda Airport                                     | PGD       | KPGD      | 1941      | 1,64 Mio. 2019  | small hub   | Punta Gorda         | Florida                      |
| Destin–Fort Walton Beach Airport                        | VPS       | KVPS      | 1957      | 1,67 Mio. 2019  | small hub   | Valparaiso          | Florida                      |
| Asheville Regional Airport                              | AVL       | KAVL      | 1961      | 1,62 Mio. 2019  | small hub   | Asheville           | North Carolina               |
| Bozeman Yellowstone International Airport               | BZN       | KBZN      | 1942      | 1,57 Mio. 2019  | small hub   | Bozeman             | Montana                      |
| Long Island MacArthur Airport                           | ISP       | KISP      | 1942      | 1,56 Mio. 2019  | small hub   | Islip               | New York                     |
| Harrisburg International Airport                        | MDT       | KMDT      | 1918      | 1,51 Mio. 2019  | small hub   | Harrisburg          | Pennsylvania                 |
| Blue Grass Airport                                      | LEX       | KLEX      | 1946      | 1,47 Mio. 2019  | small hub   | Lexington           | Kentucky                     |
| Huntsville International Airport-Carl T. Jones Field    | HSV       | KHSV      | 1967      | 1,45 Mio. 2019  | small hub   | Huntsville          | Alabama                      |
| Burlington International Airport                        | BTV       | KBTV      | 1920      | 1,36 Mio. 2019  | small hub   | Burlington          | Vermont                      |
| Midland International Air and Space Port                | MAF       | KMAF      | 1927      | 1,34 Mio. 2019  | small hub   | Midland             | Texas                        |
| Flughafen Cedar Rapids – Eastern Iowa                   | CID       | KCID      | 1944      | 1,34 Mio. 2019  | small hub   | Cedar Rapids        | Iowa                         |
| Columbia Metropolitan Airport                           | CAE       | KCAE      | 1941      | 1,35 Mio. 2019  | small hub   | Columbia            | South Carolina               |
| Northwest Florida Beaches International Airport         | ECP       | KECP      | 2010      | 1,28 Mio. 2019  | small hub   | Panama City         | Florida                      |
| Mahlon Sweet Field                                      | EUG       | KEUG      | 1943      | 1,21 Mio. 2019  | small hub   | Eugene              | Oregon                       |
| Cyril E. King Airport                                   | STT       | TIST      | 1939      | 1,40 Mio. 2016  | small hub   | Charlotte Amalie    | Amerikanische Jungferninseln |
| Springfield–Branson National Airport                    | SGF       | KSGF      | 1945      | 1,19 Mio. 2019  | small hub   | Springfield         | Missouri                     |
| Hilo International Airport                              | ITO       | PHTO      | 1928      | 1,22 Mio. 2019  | small hub   | Hilo                | Hawaii                       |
| Sioux Falls Regional Airport                            | FSD       | KFSD      | 1937      | 1,17 Mio. 2019  | small hub   | Sioux Falls         | South Dakota                 |
| Francisco C. Ada/Saipan International Airport           | SPN       | PGSN      | 1937      | 1,31 Mio. 2018  | small hub   | Saipan              | Nördliche Marianen           |
| Fairbanks International Airport                         | FAI       | PAFA      | 1951      | 1,14 Mio. 2017  | small hub   | Fairbanks           | Alaska                       |
| Chattanooga Metropolitan Airport                        | CHA       | KCHA      | 1930      | 0,429 Mio. 2022 | small hub   | Chattanooga         | Tennessee                    |
| Jackson-Medgar Wiley Evers International Airport        | JAN       | KJAN      | 1963      | 1,05 Mio. 2019  | small hub   | Jackson             | Mississippi                  |
| Wilmington International Airport                        | ILM       | KILM      | 1927      | 1,08 Mio. 2019  | small hub   | Wilmington          | North Carolina               |
| Atlantic City International Airport                     | ACY       | KACY      | 1942      | 1,13 Mio. 2019  | small hub   | Atlantic City       | New Jersey                   |
| Rogue Valley International–Medford Airport              | MFR       | KMFR      | 1930      | 1,09 Mio. 2019  | small hub   | Medford             | Oregon                       |
| Lubbock Preston Smith International Airport             | LBB       | KLBB      | 1937      | 1,04 Mio. 2019  | small hub   | Lubbock             | Texas                        |
| Santa Barbara Municipal Airport                         | SBA       | KSBA      | 1932      | 0,750 Mio. 2019 | small hub   | Santa Barbara       | Kalifornien                  |
| Key West International Airport                          | EYW       | KEYW      | 1913      | 0,947 Mio. 2019 | small hub   | Key West            | Florida                      |
| Redmond Municipal Airport                               | RDM       | KRDM      | 1940      | 0,891 Mio. 2018 | small hub   | Redmond             | Oregon                       |
| Hector International Airport                            | FAR       | KFAR      | 1927      | 0,940 Mio. 2019 | small hub   | Fargo               | North Dakota                 |
| Billings Logan International Airport                    | BIL       | KBIL      | 1928      | 0,950 Mio. 2019 | small hub   | Billings            | Montana                      |
| Flughafen Trenton–Mercer                                | TTN       | KTTN      | 1929      | 0,329 Mio. 2022 | nonhub      | Trenton             | New Jersey                   |
| Juneau International Airport                            | JNU       | PAJN      | 1947      | 0,918 Mio. 2019 | nonhub      | Juneau              | Alaska                       |
| Flughafen Missoula Montana                              | MSO       | KMSO      | 1923      | 0,425 Mio. 2022 | nonhub      | Missoula            | Montana                      |
| Jackson Hole Airport                                    | JAC       | KJAC      | 1941      | 0,905 Mio. 2019 | nonhub      | Jackson             | Wyoming                      |
| Tri-Cities Airport (Washington)                         | PSC       | KPSC      | 1926      | 0,876 Mio. 2019 | nonhub      | Pasco               | Washington                   |
| Lehigh Valley International Airport                     | ABE       | KABE      | 1929      | 0,912 Mio. 2019 | nonhub      | Allentown           | Pennsylvania                 |
| Flughafen McAllen                                       | MFE       | KMFE      | 1993      | 0,832 Mio. 2019 | nonhub      | McAllen             | Texas                        |
| South Bend International Airport                        | SBN       | KSBN      | 1933      | 0,834 Mio. 2019 | nonhub      | South Bend          | Indiana                      |
| Tallahassee International Airport                       | TLH       | KTLH      | 1929      | 0,865 Mio. 2019 | nonhub      | Tallahassee         | Florida                      |
| Akron-Canton Regional Airport                           | CAK       | KCAK      | 1946      | 0,814 Mio. 2019 | nonhub      | Akron               | Ohio                         |
| Fort Wayne International Airport                        | FWA       | KFWA      | 1941      | 0,792 Mio. 2019 | nonhub      | Fort Wayne          | Indiana                      |
| Baton Rouge Metropolitan Airport                        | BTR       | KBTR      | 1942      | 0,822 Mio. 2019 | nonhub      | Baton Rouge         | Louisiana                    |
| Snohomish County Airport                                | PAE       | KPAE      | 1938      | 0,780 Mio. 2019 | nonhub      | Everett             | Washington                   |
| Charlottesville–Albemarle Airport                       | CHO       | KCHO      | 1955      | 0,752 Mio. 2019 | nonhub      | Charlottesville     | Virginia                     |
| Appleton Internationaler Flughafen                      | ATW       | KATW      | 1965      | 0,774 Mio. 2019 | nonhub      | Appleton            | Wisconsin                    |
| Gulfport-Biloxi International Airport                   | GPT       | KGPT      | 1942      | 0,775 Mio. 2019 | nonhub      | Gulfport            | Mississippi                  |
| Rafael Hernández Airport                                | BQN       | TJBQ      | 1939      | 0,504 Mio. 2016 | nonhub      | Aguadilla           | Puerto Rico                  |
| Flughafen Roanoke                                       | ROA       | KROA      | 1929      | 0,722 Mio. 2019 | nonhub      | Roanoke             | Virginia                     |
| Glacier Park International Airport                      | FCA       | KGPI      | 1942      | 0,712 Mio. 2019 | nonhub      | Kalispell           | Montana                      |
| Quad City International Airport                         | MLI       | KMLI      | 1910      | 0,710 Mio. 2019 | nonhub      | Moline              | Illinois                     |
| Rick Husband Amarillo International Airport             | AMA       | KAMA      | 1929      | 0,709 Mio. 2019 | nonhub      | Amarillo            | Texas                        |
| Green Bay–Austin Straubel International Airport         | GRB       | KGRB      | 1948      | 0,667 Mio. 2019 | nonhub      | Green Bay           | Wisconsin                    |
| Regionalflughafen Rapid City                            | RAP       | KRAP      | 1950      | 0,331 Mio. 2022 | nonhub      | Rapid City          | South Dakota                 |
| General Wayne A. Downing Peoria International Airport   | PIA       | KPIA      | 1932      | 0,689 Mio. 2019 | nonhub      | Peoria              | Illinois                     |
| Daytona Beach International Airport                     | DAB       | KDAB      | 1930      | 0,763 Mio. 2019 | nonhub      | Daytona Beach       | Florida                      |
| Flughafen Bellingham                                    | BLI       | KBLI      | 1940      | 0,670 Mio. 2019 | nonhub      | Bellingham          | Washington                   |
| Valley International Airport                            | HRL       | KHRL      | 1941      | 0,543 Mio. 2019 | nonhub      | Harlingen           | Texas                        |
| Augusta Regional Airport at Bush Field                  | AGS       | KAGS      | 1941      | 0,673 Mio. 2019 | nonhub      | Augusta             | Georgia                      |
| Mobile Regional Airport                                 | MOB       | KMOB      | 1930      | 0,610 Mio. 2019 | nonhub      | Mobile              | Alabama                      |
| Flughafen Corpus Christi                                | CRP       | KCRP      | 1960      | 0,636 Mio. 2019 | nonhub      | Corpus Christi      | Texas                        |
| Shreveport Regional Airport                             | SHV       | KSHV      | 1952      | 0,683 Mio. 2019 | nonhub      | Shreveport          | Louisiana                    |
| Bangor International Airport                            | BGR       | KBGR      | 1927      | 0,591 Mio. 2019 | nonhub      | Bangor              | Maine                        |
| Flughafen Bismarck (North Dakota)                       | BIS       | KBIS      | 1936      | 0,243 Mio. 2022 | nonhub      | Bismarck            | North Dakota                 |
| Flughafen Aspen/Pitkin                                  | ASE       | KASE      | 1949      | 0,300 Mio. 2022 | nonhub      | Aspen               | Colorado                     |
| Bishop International Airport                            | FNT       | KFNT      | 1940      | 0,610 Mio. 2019 | nonhub      | Flint               | Michigan                     |
| Wilkes-Barre/Scranton International Airport             | AVP       | KAVP      | 1947      | 0,564 Mio. 2019 | nonhub      | Avoca               | Pennsylvania                 |
| Cherry Capital Airport                                  | TVC       | KTVC      | 1940      | 0,429 Mio. 2019 | nonhub      | Traverse City       | Michigan                     |
| Gainesville Regional Airport                            | GNV       | KGNV      | 1941      | 0,469 Mio. 2018 | nonhub      | Gainesville         | Florida                      |
| New York Stewart International                          | SWF       | KSWF      | 1989      | 0,530 Mio. 2019 | nonhub      | Newburgh            | New York                     |
| San Luis Obispo County Regional Airport                 | SBF       | KSBF      | 1939      | 0,553 Mio. 2022 | nonhub      | San Luis Obispo     | Kalifornien                  |
| Lafayette Regional Airport                              | LFT       | KLFT      | 1930      | 0,527 Mio. 2019 | nonhub      | Lafayette           | Louisiana                    |
| Flughafen Grand Canyon National Park                    | GCN       | KGCN      | 1965      | 0,075 Mio. 2022 | nonhub      | Tusayan             | Arizona                      |
| Regionalflughafen Grand Junction                        | GJT       | KGJT      | 1930      | 0,222 Mio. 2022 | nonhub      | Grand Junction      | Colorado                     |
| Evansville Regional Airport                             | EVV       | KEVV      | 1930      | 0,476 Mio. 2019 | nonhub      | Evansville          | Indiana                      |
| Melbourne Orlando International Airport                 | MLB       | KMLB      | 1928      | 0,484 Mio. 2019 | nonhub      | Melbourne           | Florida                      |
| Charles M. Schulz–Sonoma County Airport                 | STS       | KSTS      | 1942      | 0,488 Mio. 2019 | nonhub      | Santa Rosa          | Kalifornien                  |
| Monterey Regional Airport                               | MRY       | KMRY      | 1936      | 0,467 Mio. 2019 | nonhub      | Monterey            | Kalifornien                  |
| Yeager Airport                                          | CRW       | KCRW      | 1947      | 0,445 Mio. 2019 | nonhub      | Charleston          | West Virginia                |
| Henry E. Rohlsen Airport                                | STX       | TISX      | 1948      | 0,430 Mio. 2019 | nonhub      | Christiansted       | Amerikanische Jungferninseln |
| Tri-Cities Regional Airport                             | TRI       | KTRI      | 1937      | 0,441 Mio. 2019 | nonhub      | Blountville         | Tennessee                    |
| Fayetteville Regional Airport                           | FAY       | KFAY      | 1949      | 0,432 Mio. 2019 | nonhub      | Fayetteville        | North Carolina               |
| Newport News/Williamsburg International Airport         | PHF       | KPHF      | 1949      | 0,423 Mio. 2019 | nonhub      | Newport News        | Virginia                     |
| Central Illinois Regional Airport at Bloomington-Normal | BMI       | KBMI      | 1927      | 0,421 Mio. 2019 | nonhub      | Bloomington         | Illinois                     |
| Flughafen Durango                                       | DRO       | KDRO      | 1946      | 0,387 Mio. 2019 | nonhub      | Durango             | Colorado                     |
| Regionalflughafen Montgomery                            | MGM       | KMGM      | 1940      | 0,388 Mio. 2019 | nonhub      | Montgomery          | Alabama                      |
| University Park Airport                                 | SCE       | KUNV      | 1959      | 0,342 Mio. 2019 | nonhub      | State College       | Pennsylvania                 |
| Regionalflughafen Eagle County                          | EGE       | KEGE      | 1940      | 0,382 Mio. 2019 | nonhub      | Eagle               | Colorado                     |
| Rochester International Airport                         | RST       | KRST      | 1928      | 0,366 Mio. 2019 | nonhub      | Rochester           | Minnesota                    |
| Regionalflughafen Concord-Padgett                       | USA       | KJQF      | 1993      | 0,360 Mio. 2019 | nonhub      | Concord             | North Carolina               |
| Killeen–Fort Hood Regional Airport                      | GRK       | KGRK      |           | 0,356 Mio. 2019 | nonhub      | Killeen             | Texas                        |
| Internationaler Flughafen Great Falls                   | GTF       | KGTF      | 1928      | 0,142 Mio. 2022 | nonhub      | Great Falls         | Montana                      |
| Regionalflughafen Idaho Falls                           | IDA       | KIDA      | 1934      | 0,351 Mio. 2019 | nonhub      | Idaho Falls         | Idaho                        |
| Capital Region International Airport                    | LAN       | KLAN      | 1928      | 0,332 Mio. 2019 | nonhub      | Lansing             | Michigan                     |
| Lincoln Airport                                         | LNK       | KLNK      | 1940      | 0,329 Mio. 2019 | nonhub      | Lincoln             | Nebraska                     |
| Internationaler Flughafen Minot                         | MOT       | KMOT      | 1940      | 0,139 Mio. 2022 | nonhub      | Minot               | North Dakota                 |
| Albert J. Ellis Airport                                 | OAJ       | KOAJ      | 1971      | 0,326 Mio. 2019 | nonhub      | Jacksonville        | North Carolina               |
| Flughafen Boulder City Municipal                        | BLD       | KBVU      | 1990      | 0,063 Mio. 2022 | nonhub      | Boulder City        | Nevada                       |
| Bethel Airport                                          | BET       | PABE      | 1942      | 0,321 Mio. 2019 | nonhub      | Bethel              | Alaska                       |
| Arnold Palmer Regional Airport                          | LBE       | KLBE      | 1938      | 0,316 Mio. 2019 | nonhub      | Latrobe             | Pennsylvania                 |
| Montrose Regional Airport                               | MTJ       | KMTJ      | 1946      | 0,316 Mio. 2019 | nonhub      | Montrose            | Colorado                     |
| Regionalflughafen Elmira Corning                        | ELM       | KELM      | 1940      | 0,312 Mio. 2019 | nonhub      | Elmira              | New York                     |
| Duluth International Airport                            | DLH       | KDLH      | 1940      | 0,314 Mio. 2019 | nonhub      | Duluth              | Minnesota                    |
| Rickenbacker International Airport                      | LCK       | KLCK      | 1942      | 0,309 Mio. 2019 | nonhub      | Columbus            | Ohio                         |
| MidAmerica St. Louis Airport                            | BLV       | KBLV      | 1942      | 0,307 Mio. 2019 | nonhub      | Belleville          | Illinois                     |
| Kalamazoo/Battle Creek International Airport            | AZO       | KAZO      | 1928      | 0,302 Mio. 2019 | nonhub      | Kalamazoo           | Michigan                     |
| Santa Fe Regional Airport                               | SAF       | KSAF      | 1942      | 0,283 Mio. 2019 | nonhub      | Santa Fe            | New Mexico                   |
| Alexandria International Airport                        | AEX       | KAEX      | 1944      | 0,283 Mio. 2019 | nonhub      | Alexandria          | Louisiana                    |
| Central Wisconsin Airport                               | CWA       | KCWA      | 1969      | 0,282 Mio. 2019 | nonhub      | Mosinee             | Wisconsin                    |
| Ketchikan International Airport                         | KTN       | PAKT      | 1973      | 0,274 Mio. 2019 | nonhub      | Ketchikan           | Alaska                       |
| Nantucket Memorial Airport                              | ACK       | KACK      | 1940      | 0,269 Mio. 2019 | nonhub      | Nantucket           | Massachusetts                |
| Flughafen Laughlin/Bullhead                             | IFP       | KIFP      | 1943      | 0,055 Mio. 2022 | nonhub      | Bullhead City       | Arizona                      |
| MBS International Airport                               | MBS       | KMBS      | 1943      | 0,268 Mio. 2019 | nonhub      | Saginaw             | Michigan                     |
| Meadows Field Airport                                   | BFL       | KBFL      | 1940      | 0,259 Mio. 2019 | nonhub      | Bakersfield         | Kalifornien                  |
| Columbia Regional Airport                               | COU       | KCOU      | 1968      | 0,259 Mio. 2019 | nonhub      | Columbia            | Missouri                     |
| Brownsville/South Padre Island International Airport    | BRO       | KBRO      | 1937      | 0,258 Mio. 2019 | nonhub      | Brownsville         | Texas                        |
| Plattsburgh International Airport                       | PBG       | KPBG      | 2006      | 0,247 Mio. 2019 | nonhub      | Plattsburgh         | New York                     |
| Eugene F. Kranz Toledo Express Airport                  | TOL       | KTOL      | 1955      | 0,248 Mio. 2019 | nonhub      | Toledo              | Ohio                         |
| Niagara Falls International Airport                     | IAG       | KIAG      | 1928      | 0,244 Mio. 2019 | nonhub      | Niagara Falls       | New York                     |
| Flagstaff Pulliam Airport                               | FLG       | KFLG      | 1948      | 0,239 Mio. 2019 | nonhub      | Flagstaff           | Arizona                      |
| Helena Regional Airport                                 | HLN       | KHLN      | 1940      | 0,237 Mio. 2019 | nonhub      | Helena              | Montana                      |
| Grand Forks International Airport                       | GFK       | KGFK      | 1964      | 0,234 Mio. 2019 | nonhub      | Grand Forks         | North Dakota                 |
| Portsmouth International Airport at Pease               | PSM       | KPSM      | 1946      | 0,233 Mio. 2019 | nonhub      | Portsmouth          | New Hampshire                |
| Chicago Rockford International Airport                  | RFD       | KRFD      | 1950      | 0,229 Mio. 2019 | nonhub      | Rockford            | Illinois                     |
| Monroe Regional Airport                                 | MLU       | KMLU      | 1942      | 0,231 Mio. 2019 | nonhub      | Monroe              | Louisiana                    |
| Coastal Carolina Regional Airport                       | EWN       | KEWN      | 1941      | 0,228 Mio. 2019 | nonhub      | New Bern            | North Carolina               |
| Flughafen Hilton Head                                   | HHH       | KHXD      | 1967      | 0,221 Mio. 2019 | nonhub      | Hilton Head Island  | South Carolina               |
| Provo Municipal Airport                                 | PVU       | KPVU      | 1942      | 0,220 Mio. 2019 | nonhub      | Provo               | Utah                         |
| Ithaca Tompkins Regional Airport                        | ITH       | KITH      | 1948      | 0,219 Mio. 2019 | nonhub      | Ithaca              | New York                     |
| Tri-State/Milton J Ferguson Field Airport               | HTS       | KHTS      | 1952      | 0,217 Mio. 2019 | nonhub      | Huntington          | West Virginia                |
| Erie International Airport Tom Ridge Field              | ERI       | KERI      | 1938      | 0,213 Mio. 2019 | nonhub      | Erie                | Pennsylvania                 |
| Yampa Valley Airport                                    | HDN       | KHDN      |           | 0,154 Mio. 2021 | nonhub      | Hayden              | Colorado                     |
| University of Illinois Willard Airport                  | CMI       | KCMI      | 1945      | 0,211 Mio. 2019 | nonhub      | Savoy               | Illinois                     |
| Mercedita Airport                                       | PSE       | TJPS      | 1948      | 0,205 Mio. 2019 | nonhub      | Ponce               | Puerto Rico                  |
| Regionalflughafen St. George                            | SGU       | KSGU      | 2011      | 0,204 Mio. 2019 | nonhub      | St. George          | Utah                         |
| Stockton Metropolitan Airport                           | SCK       | KSCK      | 1940      | 0,202 Mio. 2019 | nonhub      | Stockton            | Kalifornien                  |
| Yuma International Airport                              | YUM       | KNYL      | 1940      | 0,200 Mio. 2019 | nonhub      | Yuma                | Arizona                      |
| Casper/Natrona County International Airport             | CPR       | KCPR      | 1942      | 0,194 Mio. 2019 | nonhub      | Casper              | Wyoming                      |
| Worcester Regional Airport                              | ORH       | KORH      | 1946      | 0,194 Mio. 2019 | nonhub      | Worcester           | Massachusetts                |
| La Crosse Regional Airport                              | LSE       | KLSE      | 1935      | 0,194 Mio. 2019 | nonhub      | La Crosse           | Wisconsin                    |
| Flughafen Kenai                                         | ENA       | KAEN      | 1947      | 0,190 Mio. 2019 | nonhub      | Kenai               | Alaska                       |
| Lynchburg Regional Airport                              | LYH       | KLYH      | 1937      | 0,186 Mio. 2019 | nonhub      | Timberlake          | Virginia                     |
| Fort Smith Regional Airport                             | FSM       | KFSM      | 1941      | 0,183 Mio. 2019 | nonhub      | Fort Smith          | Arkansas                     |
| Flughafen Laredo                                        | LRD       | KLRD      | 1973      | 0,182 Mio. 2019 | nonhub      | Laredo              | Texas                        |
| Flughafen Sitka Rocky Gutierrez                         | SIT       | PASI      | 1969      | 0,181 Mio. 2019 | nonhub      | Sitka               | Alaska                       |
| Friedman Memorial Airport                               | SUN       | KSUN      | 1932      | 0,178 Mio. 2019 | nonhub      | Haily               | Idaho                        |
| Internationaler Flughafen Williston Basin               | XWA       | KXWA      | 2019      | 0,066 Mio. 2022 | nonhub      | Williston           | North Dakota                 |
| California Redwood Coast–Humboldt County Airport        | ACV       | KACV      | 1943      | 0,172 Mio. 2019 | nonhub      | Arcata              | Kalifornien                  |
| Kodiak Airport                                          | ADQ       | PADQ      | 1962      | 0,171 Mio. 2019 | nonhub      | Kodiak              | Alaska                       |
| Easterwood Field Airport                                | CLL       | KCLL      | 1940      | 0,167 Mio. 2019 | nonhub      | College Station     | Texas                        |
| Abilene Regional Airport                                | ABI       | KABI      | 1953      | 0,163 Mio. 2019 | nonhub      | Abilene             | Texas                        |
| Manhattan Regional Airport                              | MHK       | KMHK      | 1940      | 0,162 Mio. 2019 | nonhub      | Manhattan           | Kansas                       |
| Abraham Lincoln Capital Airport                         | SPI       | KSPI      | 1947      | 0,150 Mio. 2019 | nonhub      | Springfield         | Illinois                     |
| Deadhorse Airport                                       | SCC       | PASC      | 1970      | 0,143 Mio. 2019 | nonhub      | Deadhorse           | Alaska                       |
| Pullman-Moscow Regional Airport                         | PUW       | KPUW      | 1940      | 0,138 Mio. 2019 | nonhub      | Pullman             | Washington                   |
| Central Nebraska Regional Airport                       | GRI       | KGRI      | 1940      | 0,141 Mio. 2019 | nonhub      | Grand Island        | Nebraska                     |
| Regionalflughafen Salisbury                             | SBY       | KSBY      | 1944      | 0,140 Mio. 2019 | nonhub      | Salisbury           | Maryland                     |
| Yakima Air Terminal                                     | YKM       | KYKM      | 1937      | 0,138 Mio. 2019 | nonhub      | Yakima              | Washington                   |
| Ralph Wien Memorial Airport                             | OTZ       | PAOT      | 1947      | 0,135 Mio. 2019 | nonhub      | Kotzebue            | Alaska                       |
| Regionalflughafen San Angelo                            | SJT       | KSJT      | 1943      | 0,132 Mio. 2019 | nonhub      | San Angelo          | Texas                        |
| Nome Airport                                            | OME       | PAOM      | 1942      | 0,131 Mio. 2019 | nonhub      | Nome                | Alaska                       |
| Pangborn Memorial Airport                               | EAT       | KEAT      | 1941      | 0,129 Mio. 2019 | nonhub      | East Wenatchee      | Washington                   |
| Flughafen Waco                                          | ACT       | KACT      | 1943      | 0,125 Mio. 2019 | nonhub      | Waco                | Texas                        |
| Lake Charles Regional Airport                           | LCH       | KLCH      | 1961      | 0,124 Mio. 2019 | nonhub      | Lake Charles        | Louisiana                    |
| Flughafen Roswell                                       | ROW       | KROW      | 1967      | 0,120 Mio. 2019 | nonhub      | Roswell             | New Mexico                   |
| Flughafen Tyler                                         | TYR       | KTYR      | 1937      | 0,119 Mio. 2019 | nonhub      | Tyler               | Texas                        |
| Pago Pago International Airport                         | PPG       | NSTU      | 1956      | 0,118 Mio. 2019 | nonhub      | Pago Pago           | Amerikanisch-Samoa           |
| Regionalflughafen Marquette Sawyer                      | MQT       | KSAW      | 1999      | 0,118 Mio. 2019 | nonhub      | Gwinn               | Michigan                     |
| Regionalflughafen Dothan                                | DHN       | KDHN      | 1942      | 0,117 Mio. 2019 | nonhub      | Dothan              | Alabama                      |
| Pitt-Greenville Airport                                 | PGV       | KPGV      | 1940      | 0,108 Mio. 2019 | nonhub      | Greenville          | North Carolina               |
| Martha's Vineyard Airport                               | MVY       | KMVY      | 1974      | 0,105 Mio. 2019 | nonhub      | Vineyard Haven      | Massachusetts                |
| Regionalflughafen Lawton–Fort Sill                      | LAW       | KLAW      | 1948      | 0,104 Mio. 2019 | nonhub      | Lawton              | Oklahoma                     |
| Columbus Airport                                        | CSG       | KCSG      | 1942      | 0,104 Mio. 2019 | nonhub      | Columbus            | Georgia                      |
| Golden Triangle Regional Airport                        | GTR       | KGTR      | 1971      | 0,103 Mio. 2019 | nonhub      | Columbus            | Mississippi                  |
| Redding Municipal Airport                               | RDD       | KRDD      | 1944      | 0,103 Mio. 2019 | nonhub      | Redding             | Kalifornien                  |
| Joslin Field-Magic Valley Regional Airport              | TWF       | KTWF      | 1948      | 0,102 Mio. 2019 | nonhub      | Twin Falls          | Idaho                        |
| Molokai Airport                                         | MKK       | PHMK      | 1946      | 0,102 Mio. 2019 | nonhub      | Kaunakakai          | Hawaii                       |
| Walla Walla Regional Airport                            | ALW       | KALW      | 1937      | 0,098 Mio. 2019 | nonhub      | Walla Walla         | Washington                   |
| Tweed-New Haven Airport                                 | HVN       | KHVN      | 1940      | 0,097 Mio. 2019 | nonhub      | New Haven           | Connecticut                  |
| Lanai Airport                                           | LNY       | PHNY      | 1946      | 0,097 Mio. 2019 | nonhub      | Lanai City          | Hawaii                       |
| Joplin Regional Airport                                 | JLN       | KJLN      | 1940      | 0,096 Mio. 2019 | nonhub      | Joplin              | Missouri                     |
| Sioux Gateway/Brig Gen Bud Day Field Airport            | SUX       | KSUX      | 1940      | 0,094 Mio. 2019 | nonhub      | Sioux City          | Iowa                         |
| Homer Airport                                           | HOM       | PAHO      | 1947      | 0,093 Mio. 2019 | nonhub      | Homer               | Alaska                       |
| Wiley Post-Will Rogers Memorial Airport                 | BRW       | PABR      |           | 0,092 Mio. 2019 | nonhub      | Utqiaġvik           | Alaska                       |
| King Salmon Airport                                     | AKN       | PAKN      | 1954      | 0,088 Mio. 2019 | nonhub      | King Salmon         | Alaska                       |
| Valdosta Regional Airport                               | VLD       | KVLD      | 1940      | 0,088 Mio. 2019 | nonhub      | Valdosta            | Georgia                      |
| Pocatello Regional Airport                              | PIH       | KPIH      | 1944      | 0,087 Mio. 2019 | nonhub      | Arbon Valley        | Idaho                        |
| Florence Regional Airport                               | FLO       | KFLO      | 1937      | 0,085 Mio. 2019 | nonhub      | Florence            | South Carolina               |
| North Central West Virginia Airport                     | CKB       | KCKB      | 1938      | 0,083 Mio. 2019 | nonhub      | Clarksburg          | West Virginia                |
| Flughafen Page                                          | PGA       | KPGA      | 1957      | 0,020 Mio. 2022 | nonhub      | Page                | Arizona                      |
| Southwest Georgia Regional Airport                      | ABY       | KABY      | 1940      | 0,082 Mio. 2019 | nonhub      | Albany              | Georgia                      |
| Tinian International Airport                            | TIQ       | PGWT      | 1973      | 0,082 Mio. 2019 | nonhub      | Tinian              | Nördliche Marianen           |
| Yellowstone Regional Airport                            | COD       | KCOD      | 1937      | 0,082 Mio. 2019 | nonhub      | Cody                | Wyoming                      |
| Brunswick Golden Isles Airport                          | BQK       | KBQK      | 1944      | 0,081 Mio. 2019 | nonhub      | Brunswick           | Georgia                      |
| Wichita Falls Municipal Airport                         | SPS       | KSPS      |           | 0,080 Mio. 2019 | nonhub      | Wichita Falls       | Texas                        |
| Lewiston–Nez Perce County Airport                       | LWS       | KLWS      | 1944      | 0,080 Mio. 2019 | nonhub      | Lewiston            | Idaho                        |
| Flughafen Greater Binghamton                            | BGM       | KBGM      | 1950      | 0,076 Mio. 2019 | nonhub      | Binghamton          | New York                     |
| Dubuque Regional Airport                                | DBQ       | KDBQ      | 1943      | 0,076 Mio. 2019 | nonhub      | Dubuque             | Iowa                         |
| Texarkana Regional Airport                              | TXK       | KTXK      | 1940      | 0,073 Mio. 2019 | nonhub      | Texarkana           | Arkansas                     |
| Antonio Rivera Rodríguez Airport                        | VQS       | TJVQ      | 1968      | 0,074 Mio. 2019 | nonhub      | Vieques             | Puerto Rico                  |
| Regionalflughafen Gunnison–Crested Butte                | GUC       | KGUC      | 1947      | 0,052 Mio. 2022 | nonhub      | Gunnison            | Colorado                     |
| Dillingham Airport                                      | DLG       | PADL      | 1950      | 0,070 Mio. 2019 | nonhub      | Dillingham          | Alaska                       |
| Bemidji Regional Airport                                | BJI       | KBJI      | 1946      | 0,061 Mio. 2019 | nonhub      | Bemidji             | Minnesota                    |
| King County International Airport                       | BFI       | KBFI      | 1938      | 0,061 Mio. 2019 | nonhub      | Seattle             | Washington                   |
| Stillwater Regional Airport                             | SWO       | KSWO      | 1943      | 0,059 Mio. 2019 | nonhub      | Stillwater          | Oklahoma                     |
| Aberdeen Regional Airport                               | ABR       | KABR      | 1937      | 0,059 Mio. 2019 | nonhub      | Aberdeen            | South Dakota                 |
| Northeast Wyoming Regional Airport                      | GCC       | KGCC      | 1937      | 0,058 Mio. 2019 | nonhub      | Gillette            | Wyoming                      |
| Hagerstown Regional-Richard A Henson Field Airport      | HGR       | KHGR      | 1940      | 0,058 Mio. 2019 | nonhub      | Hagerstown          | Maryland                     |
| Jack Brooks Regional Airport                            | BPT       | KBPT      | 1944      | 0,058 Mio. 2019 | nonhub      | Beaumont            | Texas                        |
| Pellston Regional Airport of Emmet County               | PLN       | KPLN      | 1941      | 0,058 Mio. 2019 | nonhub      | Pellston            | Michigan                     |
| Regionalflughafen Lea County                            | HOB       | KHOB      | 1942      | 0,018 Mio. 2019 | nonhub      | Hobbs               | New Mexico                   |
| Regionalflughafen Prescott–Ernest A. Love Field         | PRC       | KPRC      | 1940      | 0,024 Mio. 2022 | nonhub      | Prescott            | Arizona                      |
| Unalaska Airport                                        | DUT       | PADU      | 1940      | 0,054 Mio. 2019 | nonhub      | Unalaska            | Alaska                       |
| Flughafen Rhinelander–Oneida                            | RHI       | KRHI      | 1944      | 0,021 Mio. 2022 | nonhub      | Rhinelander         | Wisconsin                    |
| East Texas Regional Airport                             | GGG       | KGGG      | 1945      | 0,054 Mio. 2019 | nonhub      | Longview            | Texas                        |
| Ogdensburg International Airport                        | OGS       | KOGS      | 1947      | 0,053 Mio. 2019 | nonhub      | Ogdensburg          | New York                     |
| Merrill Field                                           | MRI       | PAMR      | 1947      | 0,053 Mio. 2019 | nonhub      | Anchorage           | Alaska                       |
| Flughafen Butte–Bert Mooney                             | BTM       | KBTM      | 1940      | 0,018 Mio. 2022 | nonhub      | Butte               | Montana                      |
| Garden City Regional Airport                            | GCK       | KGCK      | 1944      | 0,050 Mio. 2019 | nonhub      | Garden City         | Kansas                       |
| Houghton County Memorial Airport                        | CMX       | KCMX      |           | 0,049 Mio. 2019 | nonhub      | Hancock             | Michigan                     |
| Barnstable Municipal-Boardman/Polando Field Airport     | HYA       | KHYA      | 1928      | 0,048 Mio. 2019 | nonhub      | Hyannis             | Massachusetts                |
| Regionalflughafen Chippewa                              | EAU       | KEAU      | 1944      | 0,017 Mio. 2022 | nonhub      | Eau Claire          | Wisconsin                    |
| Santa Monica Municipal Airport                          | SMX       | KSMX      | 1947      | 0,016 Mio. 2022 | nonhub      | Santa Maria         | Kalifornien                  |
| Cedar City Regional Airport                             | CDC       | KCDC      | 1938      | 0,048 Mio. 2019 | nonhub      | Cedar City          | Utah                         |
| José Aponte de la Torre Airport                         | NRR       | TJRV      | 2002      | 0,048 Mio. 2019 | nonhub      | Ceiba               | Puerto Rico                  |
| Southwest Wyoming Regional Airport                      | RKS       | KRKS      | 1942      | 0,048 Mio. 2019 | nonhub      | Rock Springs        | Wyoming                      |
| Dickinson Theodore Roosevelt Regional Airport           | DIK       | KDIK      | 1938      | 0,047 Mio. 2019 | nonhub      | Dickinson           | North Dakota                 |
| Waterloo Regional Airport                               | ALO       | KALO      | 1946      | 0,047 Mio. 2019 | nonhub      | Waterloo            | Iowa                         |
| Petersburg James A. Johnson Airport                     | PSG       | PAPG      | 1964      | 0,046 Mio. 2019 | nonhub      | Petersburg          | Alaska                       |
| Mobile Downtown Airport                                 | BFM       | KBFM      | 1940      | 0,045 Mio. 2019 | nonhub      | Mobile              | Alabama                      |
| Brainerd Lakes Regional Airport                         | BRD       | KBRD      | 1948      | 0,045 Mio. 2019 | nonhub      | Brainerd            | Minnesota                    |
| Watertown International Airport                         | ART       | KART      | 1940      | 0,045 Mio. 2019 | nonhub      | Watertown           | New York                     |
| Del Rio International Airport                           | DRT       | KDRT      | 1937      | 0,044 Mio. 2019 | nonhub      | Del Rio             | Texas                        |
| Ford Airport                                            | IMT       | KIMT      | 1940      | 0,044 Mio. 2019 | nonhub      | Iron Mountain       | Michigan                     |
| Benjamín Rivera Noriega Airport                         | CPX       | TJCP      | 1963      | 0,044 Mio. 2019 | nonhub      | Culebra             | Puerto Rico                  |
| St. Cloud Regional Airport                              | STC       | KSTC      | 1970      | 0,043 Mio. 2019 | nonhub      | St. Cloud           | Minnesota                    |
| Kearney Regional Airport                                | EAR       | KEAR      | 1943      | 0,042 Mio. 2019 | nonhub      | Kearney             | Nebraska                     |
| Williamsport Regional Airport                           | IPT       | KIPT      | 1938      | 0,040 Mio. 2019 | nonhub      | Williamsport        | Pennsylvania                 |
| Elko Regional Airport                                   | EKO       | KEKO      | 1940      | 0,039 Mio. 2019 | nonhub      | Elko                | Nevada                       |
| Key Field Airport                                       | MEI       | KMEI      | 1940      | 0,039 Mio. 2019 | nonhub      | Meridian            | Mississippi                  |
| Muskegon County Airport                                 | MKG       | KMKG      | 1940      | 0,039 Mio. 2019 | nonhub      | Muskegon            | Michigan                     |
| Merle K (Mudhole) Smith Airport                         | CDV       | PACV      | 1940      | 0,038 Mio. 2019 | nonhub      | Cordova             | Alaska                       |
| Delta County Airport                                    | ESC       | KESC      | 1940      | 0,038 Mio. 2019 | nonhub      | Escanaba            | Michigan                     |
| Laramie Regional Airport                                | LAR       | KLAR      | 1938      | 0,038 Mio. 2019 | nonhub      | Laramie             | Wyoming                      |
| Owensboro–Daviess County Regional Airport               | OWB       | KOWB      | 1949      | 0,037 Mio. 2019 | nonhub      | Owensboro           | Kentucky                     |
| Range Regional Airport                                  | HIB       | KHIB      | 1940      | 0,036 Mio. 2019 | nonhub      | Hibbing             | Minnesota                    |
| Westerly State Airport                                  | WST       | KWST      | 1939      | 0,036 Mio. 2019 | nonhub      | Westerly            | Rhode Island                 |
| Lake Hood Airport                                       |           | PALH      | 1947      | 0,036 Mio. 2019 | nonhub      | Anchorage           | Alaska                       |
| Barkley Regional Airport                                | PAH       | KPAH      | 1943      | 0,036 Mio. 2019 | nonhub      | Paducah             | Kentucky                     |
| Falls International Airport                             | INL       | KINL      | 1942      | 0,035 Mio. 2019 | nonhub      | International Falls | Minnesota                    |
| Regionalflughafen Western Nebraska                      | BFF       | KBFF      | 1944      | 0,012 Mio. 2022 | nonhub      | Scottsbluff         | Nebraska                     |
| Shenandoah Valley Regional Airport                      | SHD       | KSHD      | 1958      | 0,035 Mio. 2019 | nonhub      | Weyers Cave         | Virginia                     |
| Mammoth Yosemite Airport                                | MMH       | KMMH      | 1947      | 0,034 Mio. 2019 | nonhub      | Mammoth Lakes       | Kalifornien                  |
| Knox County Regional Airport                            | RKD       | KRKD      | 1943      | 0,034 Mio. 2019 | nonhub      | Rockland            | Maine                        |
| Middle Georgia Regional Airport                         | MCN       | KMCN      | 1942      | 0,015 Mio. 2020 | nonhub      | Macon               | Georgia                      |
| Block Island State Airport                              | BID       | KBID      | 1950      | 0,034 Mio. 2019 | nonhub      | Block Island        | Rhode Island                 |
| Cheyenne Regional Airport                               | CYS       | KCYS      | 1937      | 0,033 Mio. 2019 | nonhub      | Cheyenne            | Wyoming                      |
| Canyonlands Field Airport                               | CNY       | KCNY      | 1963      | 0,033 Mio. 2019 | nonhub      | Moab                | Utah                         |
| Fernando Luis Ribas Dominicci Airport                   | SIG       | TJIG      | 1947      | 0,032 Mio. 2019 | nonhub      | San Juan            | Puerto Rico                  |
| Ogden-Hinckley Airport                                  | OGD       | KOGD      | 1941      | 0,032 Mio. 2019 | nonhub      | Ogden               | Utah                         |
| Regionalflughafen North Platte Lee Bird Field           | LBF       | KLBF      | 1921      | 0,012 Mio. 2022 | nonhub      | North Platte        | Nebraska                     |
| Salina Regional Airport                                 | SLN       | KSLN      | 1942      | 0,032 Mio. 2019 | nonhub      | Salina              | Kansas                       |
| Unalakleet Airport                                      | UNK       | PAUN      |           | 0,031 Mio. 2019 | nonhub      | Unalakleet          | Alaska                       |
| Flughafen Tupelo                                        | TUP       | KTUP      | 1940      | 0,031 Mio. 2019 | nonhub      | Tupelo              | Mississippi                  |
| Flughafen Wrangell                                      | WRG       | PAWG      |           | 0,030 Mio. 2019 | nonhub      | Wrangell            | Alaska                       |
| Hays Regional Airport                                   | HYS       | KHYS      | 1960      | 0,030 Mio. 2019 | nonhub      | Hays                | Kansas                       |
| Pierre Regional Airport                                 | PIR       | KPIR      | 1937      | 0,029 Mio. 2019 | nonhub      | Pierre              | South Dakota                 |
| Akiak Airport                                           | AKI       | PFAK      | 1966      | 0,028 Mio. 2019 | nonhub      | Akiak               | Alaska                       |
| Friday Harbor Airport                                   | FRD       | KFHR      | 1939      | 0,027 Mio. 2019 | nonhub      | Friday Harbor       | Washington                   |
| Southwest Oregon Regional Airport                       | OTH       | KOTH      | 1940      | 0,027 Mio. 2019 | nonhub      | North Bend          | Oregon                       |
| Presque Isle International Airport                      | PQI       | KPQI      | 1940      | 0,026 Mio. 2019 | nonhub      | Presque Isle        | Maine                        |
| Klawock Airport                                         | KLW       | PAKW      | 1975      | 0,026 Mio. 2019 | nonhub      | Klawock             | Alaska                       |
| Greenbrier Valley Airport                               | LWB       | KLWB      | 1968      | 0,026 Mio. 2019 | nonhub      | Lewisburg           | West Virginia                |
| Yakutat Airport                                         | YAK       | PAYA      | 1949      | 0,026 Mio. 2019 | nonhub      | Yakutat             | Alaska                       |
| Vernal Regional Airport                                 | VEL       | KVEL      | 1945      | 0,025 Mio. 2019 | nonhub      | Vernal              | Utah                         |
| Regionalflughafen Alpena County                         | APN       | KAPN      | 1940      | 0,025 Mio. 2019 | nonhub      | Alpena              | Michigan                     |
| Pueblo Memorial Airport                                 | PUB       | KPUB      | 1944      | 0,024 Mio. 2019 | nonhub      | Pueblo              | Colorado                     |
| Edward G. Pitka Sr. Airport                             | GAL       | PAGA      | 1947      | 0,024 Mio. 2019 | nonhub      | Galena              | Alaska                       |
| Cape Girardeau Regional Airport                         | CGI       | KCGI      | 1943      | 0,024 Mio. 2019 | nonhub      | Cape Girardeau      | Missouri                     |
| Watertown Regional Airport                              | ATY       | KATY      | 1937      | 0,023 Mio. 2019 | nonhub      | Watertown           | South Dakota                 |
| Hattiesburg–Laurel Regional Airport                     | PIB       | KPIB      | 1974      | 0,023 Mio. 2019 | nonhub      | Moselle             | Mississippi                  |
| Topeka Regional Airport                                 | FOE       | KFOE      | 1944      | 0,023 Mio. 2019 | nonhub      | Topeka              | Kansas                       |
| Benjamin Taisacan Manglona International Airport        | ROP       | PGRO      | 1964      | 0,023 Mio. 2019 | nonhub      | Rota                | Nördliche Marianen           |
| St. Mary’s Airport                                      | KSM       | PASM      |           | 0,023 Mio. 2019 | nonhub      | St. Mary’s          | Alaska                       |
| Jamestown Regional Airport                              | JMS       | KJMS      | 1938      | 0,022 Mio. 2019 | nonhub      | Jamestown           | North Dakota                 |
| Gustavus Airport                                        | GST       | PAGS      | 1949      | 0,022 Mio. 2019 | nonhub      | Gustavus            | Alaska                       |
| Veterans Airport of Southern Illinois                   | MWA       | KMWA      | 1944      | 0,022 Mio. 2019 | nonhub      | Marion              | Illinois                     |
| Sheridan County Airport                                 | SHR       | KSHR      | 1937      | 0,022 Mio. 2019 | nonhub      | Sheridan            | Wyoming                      |
| Liberal Mid-America Regional Airport                    | LBL       | KLBL      | 1944      | 0,021 Mio. 2019 | nonhub      | Liberal             | Kansas                       |
| Provincetown Municipal Airport                          | PVC       | KPVC      | 1940      | 0,021 Mio. 2019 | nonhub      | Provincetown        | Massachusetts                |
| Lebanon Municipal Airport                               | LEB       | KLEB      | 1946      | 0,021 Mio. 2019 | nonhub      | Lebanon             | New Hampshire                |
| Hancock County–Bar Harbor Airport                       | BHB       | KBHB      | 1940      | 0,020 Mio. 2019 | nonhub      | Bar Harbor          | Maine                        |
| Sidney-Richland Regional Airport                        | SDY       | KSDY      | 1951      | 0,020 Mio. 2019 | nonhub      | Sidney              | Montana                      |
| San Luis Valley Regional Airport                        | ALS       | KALS      | 1941      | 0,020 Mio. 2019 | nonhub      | Alamosa             | Colorado                     |
| Quincy Regional Airport                                 | UIN       | KUIN      | 1947      | 0,020 Mio. 2019 | nonhub      | Quincy              | Illinois                     |
| Haines Airport                                          | HNS       | PAHN      | 1947      | 0,020 Mio. 2019 | nonhub      | Haines              | Alaska                       |
| Yellowstone Airport                                     | WYS       | KWYS      | 1979      | 0,018 Mio. 2019 | nonhub      | West Yellowstone    | Montana                      |
| Valdez Pioneer Field Airport                            | VDZ       | PAVD      | 1952      | 0,019 Mio. 2019 | non-primary | Valdez              | Alaska                       |
| Orcas Island Airport                                    | ESD       | KORS      | 1945      | 0,018 Mio. 2019 | non-primary | Eastsound           | Washington                   |
| Jack Mc Namara Field Airport                            | CEC       | KCEC      | 1943      | 0,018 Mio. 2019 | non-primary | Crescent City       | Kalifornien                  |
| Emmonak Airport                                         | EMK       | PAEM      | 1988      | 0,017 Mio. 2019 | non-primary | Emmonak             | Alaska                       |
| Cortez Municipal Airport                                | CEZ       | KCEZ      | 1949      | 0,017 Mio. 2019 | non-primary | Cortez              | Colorado                     |
| Decatur Airport                                         | DEC       | KDEC      | 1945      | 0,017 Mio. 2019 | non-primary | Decatur             | Illinois                     |
| Fort Dodge Regional Airport                             | FOD       | KFOD      | 1952      | 0,017 Mio. 2019 | non-primary | Fort Dodge          | Iowa                         |
| Hoonah Airport                                          | HNH       | PAOH      | 1966      | 0,016 Mio. 2019 | non-primary | Hoonah              | Alaska                       |
| Mason City Municipal Airport                            | MCW       | KMCW      | 1943      | 0,016 Mio. 2019 | non-primary | Mason City          | Iowa                         |
| Skagway Airport                                         | SGY       | PAGY      | 1947      | 0,016 Mio. 2019 | non-primary | Skagway             | Alaska                       |
| Southeast Iowa Regional Airport                         | BRL       | KBRL      | 1940      | 0,016 Mio. 2019 | non-primary | Burlington          | Iowa                         |
| Cold Bay Airport                                        | CDB       | PACD      | 1949      | 0,016 Mio. 2019 | non-primary | Cold Bay            | Alaska                       |
| Vero Beach Regional Airport                             | VRB       | KVRB      | 1940      | 0,015 Mio. 2019 | non-primary | Vero Beach          | Florida                      |
| Eugenio María de Hostos Airport                         | MAZ       | TJMZ      | 1947      | 0,015 Mio. 2019 | non-primary | Mayagüez            | Puerto Rico                  |
| Quinhagak Airport                                       | KWN       | PAQH      | 1963      | 0,015 Mio. 2019 | non-primary | Quinhagak           | Alaska                       |
| Fort Lauderdale Executive Airport                       | FXE       | KFXE      | 1944      | 0,015 Mio. 2019 | non-primary | Fort Lauderdale     | Florida                      |
| Morgantown Municipal–Walter L. Bill Hart Field          | MGW       | KMGW      | 1938      | 0,015 Mio. 2019 | non-primary | Morgantown          | West Virginia                |
| Fort Yukon Airport                                      | FYU       | PFYU      | 1947      | 0,014 Mio. 2019 | non-primary | Fort Yukon          | Alaska                       |
| Devils Lake Regional Airport                            | DVL       | KDVL      |           | 0,014 Mio. 2019 | non-primary | Devils Lake         | North Dakota                 |
| Central Wyoming Regional Airport                        | RIW       | KRIW      | 1937      | 0,014 Mio. 2019 | non-primary | Riverton            | Wyoming                      |
| Merced Regional Airport                                 | MCE       | KMCE      | 1928      | 0,014 Mio. 2019 | non-primary | Merced              | Kalifornien                  |
| Flugplatz Kipnuk                                        | KPN       | PAKI      | 1973      | 0,013 Mio. 2019 | non-primary | Kipnuk              | Alaska                       |
| Flughafen Iliamna                                       | ILI       | PAIL      | 1947      | 0,013 Mio. 2019 | non-primary | Iliamna, Newhalen   | Alaska                       |
| Johnstown–Cambria County Airport                        | JST       | KJST      | 1948      | 0,013 Mio. 2019 | non-primary | Johnstown           | Pennsylvania                 |
| Northwest Alabama Regional Airport                      | MSL       | KMSL      | 1940      | 0,012 Mio. 2019 | non-primary | Muscle Shoals       | Alabama                      |
| Flugplatz Chevak                                        | VAK       | PAVA      | 1973      | 0,012 Mio. 2019 | non-primary | Chevak              | Alaska                       |
| Flughafen Grant County (New Mexico)                     | SVC       | KSVC      | 1942      | 0,007 Mio. 2022 | non-primary | Silver City         | New Mexico                   |
| Flughafen DuBois–Jefferson County                       | DUJ       | KDUJ      | 1960      | 0,011 Mio. 2019 | non-primary | Brookville          | Pennsylvania                 |
| McKellar–Sipes Regional Airport                         | MKL       | KMKL      | 1942      | 0,011 Mio. 2019 | non-primary | Jackson             | Tennessee                    |
| Lancaster Regional Airport                              | LNS       | KLNS      | 1968      | 0,011 Mio. 2019 | non-primary | Lititz              | Pennsylvania                 |
| Flughafen Victoria                                      | VCT       | KVCT      | 1941      | 0,011 Mio. 2019 | non-primary | Victoria            | Texas                        |
| Noatak Airport                                          | WTK       | PAWN      | 1959      | 0,011 Mio. 2019 | non-primary | Noatak              | Alaska                       |
| Hooper Bay Airport                                      | HPB       | PAHP      | 1949      | 0,011 Mio. 2019 | non-primary | Hooper Bay          | Alaska                       |
| Telluride Regional Airport                              | TEX       | KTEX      | 1986      | 0,011 Mio. 2019 | non-primary | Telluride           | Colorado                     |
| Rutland–Southern Vermont Regional Airport               | RUT       | KRUT      | 1942      | 0,011 Mio. 2019 | non-primary | Rutland             | Vermont                      |
| Augusta State Airport                                   | AUG       | KAUG      | 1940      | 0,011 Mio. 2019 | non-primary | Augusta             | Maine                        |
| Waynesville-St. Robert Regional Forney Field Airport    | TBN       | KTBN      | 1944      | 0,011 Mio. 2019 | non-primary | Fort Leonard Wood   | Missouri                     |
| Jonesboro Municipal Airport                             | JBR       | KJBR      | 1940      | 0,011 Mio. 2019 | non-primary | Jonesboro           | Arkansas                     |
| Clovis Municipal Airport                                | CVN       | KCVN      | 1959      | 0,011 Mio. 2019 | non-primary | Clovis              | New Mexico                   |
| Mid-Ohio Valley Regional Airport                        | PKB       | KPKB      | 1938      | 0,010 Mio. 2019 | non-primary | Parkersburg         | West Virginia                |
| Kirksville Regional Airport                             | IRK       | KIRK      | 1941      | 0,010 Mio. 2019 | non-primary | Kirksville          | Missouri                     |
| Chefornak Airport                                       | CYF       | PACK      | 1974      | 0,010 Mio. 2019 | non-primary | Chefornak           | Alaska                       |
| Flughafen Carlsbad–Cavern City Air Terminal             | CNM       | KCNM      | 1941      | 0,005 Mio. 2022 | non-primary | Carlsbad            | New Mexico                   |
| Selawik Airport                                         | WLK       | PASK      | 1958      | 0,010 Mio. 2019 | non-primary | Selawik             | Alaska                       |
| Robert (Bob) Curtis Memorial Airport                    | ORV       | PANO      | 2003      | 0,010 Mio. 2019 | non-primary | Noorvik             | Alaska                       |
| Flughafen Gogebic-Iron County                           | IWD       | KIWD      | 1940      | 0,010 Mio. 2019 | non-primary | Ironwood            | Michigan                     |
| Thief River Falls Regional Airport                      | TVF       | KTVF      | 1945      | 0,010 Mio. 2019 | non-primary | Thief River Falls   | Minnesota                    |
| San Carlos Airport                                      | SQL       | KSQL      | 1952      | 0,010 Mio. 2019 | non-primary | San Carlos          | Kalifornien                  |
| Massena International-Richards Field Airport            | MSS       | KMSS      | 1940      | 0,010 Mio. 2019 | non-primary | Massena             | New York                     |
| Scammon Bay Airport                                     | SCM       | PACM      | 1973      | 0,010 Mio. 2019 | non-primary | Scammon Bay         | Alaska                       |
| Tuntutuliak Airport                                     | WTL       |           | 1974      | 0,010 Mio. 2019 | non-primary | Tuluksak            | Alaska                       |
| Kalskag Airport                                         | KLG       | PALG      | 1959      | 0,010 Mio. 2019 | non-primary | Upper Kalskag       | Alaska                       |
| Dodge City Regional Airport                             | DDC       | KDDC      | 1940      | 0,010 Mio. 2019 | non-primary | Dodge City          | Kansas                       |
| Coldfoot Airport                                        | CXF       | PACX      | 1971      | 0,010 Mio. 2019 | non-primary | Coldfoot            | Alaska                       |
| Boone County Airport                                    | HRO       | KHRO      | 1944      | 0,010 Mio. 2019 | non-primary | Harrison            | Arkansas                     |
| Memorial Field Airport                                  | HOT       | KHOT      | 1940      | 0,010 Mio. 2019 | non-primary | Hot Springs         | Arkansas                     |
| Adirondack Regional Airport                             | SLK       | KSLK      | 1942      | 0,010 Mio. 2019 | non-primary | Saranac Lake        | New York                     |
| Kivalina Airport                                        | KVL       | PAVL      |           | 0,010 Mio. 2019 | non-primary | Kivalina            | Alaska                       |
| Toksook Bay Airport                                     | OOK       | PAOO      |           | 0,009 Mio. 2019 | non-primary | Toksook Bay         | Alaska                       |
| Show Low Regional Airport                               | SOW       | KSOW      | 1946      | 0,009 Mio. 2019 | non-primary | Show Low            | Arizona                      |
| Buckland Airport                                        | BKC       | PABL      |           | 0,009 Mio. 2019 | non-primary | Buckland            | Alaska                       |
| Eek Airport                                             | EEK       | PAEE      | 1974      | 0,009 Mio. 2019 | non-primary | Eek                 | Alaska                       |
| Kasigluk Airport                                        | KUK       | PAKA      |           | 0,009 Mio. 2019 | non-primary | Kasigluk            | Alaska                       |
| Glasgow Valley County Airport                           | GGW       | KGGW      | 1940      | 0,009 Mio. 2019 | non-primary | Glasgow (Montana)   | Montana                      |
| Bob Baker Memorial Airport                              | IAN       | PAIK      | 1958      | 0,009 Mio. 2019 | non-primary | Kiana               | Alaska                       |
| Wainwright Airport                                      | AIN       | PAWI      | 1957      | 0,009 Mio. 2019 | non-primary | Wainwright          | Alaska                       |
| Sand Point Airport                                      | SDP       | PASD      | 1958      | 0,009 Mio. 2019 | non-primary | Sand Point          | Alaska                       |
| New Bedford Regional Airport                            | EWB       | KEWB      | 1942      | 0,009 Mio. 2019 | non-primary | New Bedford         | Massachusetts                |
| Bradford Regional Airport                               | BFD       | KBFD      | 1977      | 0,009 Mio. 2019 | non-primary | Bradford            | Pennsylvania                 |
| Flughafen Chadron                                       | CDR       | KCDR      | 1940      | 0,004 Mio. 2022 | non-primary | Chadron             | Nebraska                     |
| Kwethluk Airport                                        | KWT       | PFKW      | 1966      | 0,008 Mio. 2019 | non-primary | Kwethluk            | Alaska                       |
| Seldovia Airport                                        | SOV       | PASO      | 1947      | 0,008 Mio. 2019 | non-primary | Seldovia            | Alaska                       |
| Nunapitchuk Airport                                     | NUP       | PPIT      | 1988      | 0,008 Mio. 2019 | non-primary | Nunapitchuk         | Alaska                       |
| Mountain Village Airport                                | MOU       | PAMO      | 1989      | 0,008 Mio. 2019 | non-primary | Mountain Village    | Alaska                       |
| Point Hope Airport                                      | PHO       | PAPO      | 1958      | 0,008 Mio. 2019 | non-primary | Point Hope          | Alaska                       |
| Kongiganak Airport                                      | KKH       | PADY      | 1976      | 0,008 Mio. 2019 | non-primary | Kongiganak          | Alaska                       |
| Pilot Station Airport                                   | PQS       |           | 1966      | 0,008 Mio. 2019 | non-primary | Pilot Station       | Alaska                       |
| Shishmaref Airport                                      | SHH       | PASH      | 1988      | 0,008 Mio. 2019 | non-primary | Shishmaref          | Alaska                       |
| South Arkansas Regional Airport at Goodwin Field        | ELD       | KELD      | 1944      | 0,008 Mio. 2019 | non-primary | El Dorado           | Arkansas                     |
| Savoonga Airport                                        | SVA       | PASA      | 1965      | 0,008 Mio. 2019 | non-primary | Savoonga            | Alaska                       |
| L. M. Clayton Airport                                   | OLF       | KOLF      | 1940      | 0,008 Mio. 2019 | non-primary | Wolf Point          | Montana                      |
| Kwigillingok Airport                                    | KWK       | PAGG      | 1976      | 0,008 Mio. 2019 | non-primary | Kwigillingok        | Alaska                       |
| Stebbins Airport                                        | WBB       |           | 1964      | 0,007 Mio. 2019 | non-primary | Stebbins            | Alaska                       |
| Akiachak Airport                                        | KKI       |           | 1968      | 0,007 Mio. 2019 | non-primary | Akiachak            | Alaska                       |
| St. Michael Airport                                     | SMK       | PAMK      | 1995      | 0,007 Mio. 2019 | non-primary | Saint Michael       | Alaska                       |
| Greenville Mid-Delta Airport                            | GLH       | KGLH      | 1942      | 0,007 Mio. 2019 | non-primary | Greenville          | Mississippi                  |
| Altoona–Blair County Airport                            | AOO       | KAOO      | 1937      | 0,009 Mio. 2021 | non-primary | Altoona             | Pennsylvania                 |
| Anaktuvuk Pass Airport                                  | AKP       | PAKP      | 1963      | 0,007 Mio. 2019 | non-primary | Anaktuvuk Pass      | Alaska                       |
| Kake Airport                                            |           | PAFE      | 1986      | 0,007 Mio. 2019 | non-primary | Kake                | Alaska                       |
| Gambell Airport                                         | GAM       | PAGM      | 1950      | 0,007 Mio. 2019 | non-primary | Gambell             | Alaska                       |
| Kotlik Airport                                          | KOT       | PFKO      | 1999      | 0,007 Mio. 2019 | non-primary | Kotlik              | Alaska                       |
| Imperial County Airport                                 | IPL       | KIPL      | 1940      | 0,007 Mio. 2019 | non-primary | Imperial            | Kalifornien                  |
| Jack Northrop Field/Hawthorne Municipal Airport         | HHR       | KHHR      | 1942      | 0,007 Mio. 2019 | non-primary | Hawthorne           | Kalifornien                  |
| Atqasuk Edward Burnell Sr. Memorial Airport             | ATK       | PATQ      | 1971      | 0,007 Mio. 2019 | non-primary | Atqasuk             | Alaska                       |
| Atmautluak Airport                                      | ATT       |           | 1977      | 0,007 Mio. 2019 | non-primary | Atmautluak          | Alaska                       |
| Havre City–County Airport                               | HVR       | KHVR      | 1940      | 0,007 Mio. 2019 | non-primary | Havre               | Montana                      |
| Huslia Airport                                          | HSL       | PAHL      | 2003      | 0,007 Mio. 2019 | non-primary | Huslia              | Alaska                       |
| Nulato Airport                                          | NUL       | PANU      | 1947      | 0,006 Mio. 2019 | non-primary | Nulato              | Alaska                       |
| Nuiqsut Airport                                         | NUI       | PAQT      | 1977      | 0,006 Mio. 2019 | non-primary | Nuiqsut             | Alaska                       |
| Shaktoolik Airport                                      | SKK       | PFSH      | 2002      | 0,006 Mio. 2019 | non-primary | Shaktoolik          | Alaska                       |
| Adak Airport                                            | ADK       | PADK      | 1949      | 0,006 Mio. 2019 | non-primary | Adak                | Alaska                       |
| Ambler Airport                                          | ABL       | PAFM      |           | 0,006 Mio. 2019 | non-primary | Ambler              | Alaska                       |
| Akiak Airport                                           | AKI       | PFAK      | 1966      | 0,006 Mio. 2019 | non-primary | Akiak               | Alaska                       |
| Akutan Airport                                          | KQA       | PAUT      | 2012      | 0,006 Mio. 2019 | non-primary | Akutan              | Alaska                       |
| Flughafen Alliance (Nebraska)                           | AIA       | KAIA      | 1944      | 0,004 Mio. 2022 | non-primary | Alliance            | Nebraska                     |
| Dawson Community Airport                                | GDV       | KGDV      | 1970      | 0,006 Mio. 2019 | non-primary | Glendive            | Montana                      |
| Flugplatz St. Paul Island                               | SNP       | PASN      |           | 0,006 Mio. 2019 | non-primary | St. Paul            | Alaska                       |
| Barter Island Airport                                   | BTI       | PABA      |           | 0,006 Mio. 2019 | non-primary | Kaktovik            | Alaska                       |
| Northern Colorado Regional Airport                      | FNL       | KFNL      | 1964      | 0,006 Mio. 2019 | non-primary | Loveland            | Colorado                     |
| Alakanuk Airport                                        | AUK       | PAUK      |           | 0,006 Mio. 2019 | non-primary | Alakanuk            | Alaska                       |
| Marshall Don Hunter Sr. Airport                         | MLL       | PADM      |           | 0,006 Mio. 2019 | non-primary | Marshall            | Alaska                       |
| Brevig Mission Airport                                  | KTS       | PFKT      |           | 0,006 Mio. 2019 | non-primary | Brevig Mission      | Alaska                       |
| Tuluksak Airport                                        | TLT       |           | 1959      | 0,006 Mio. 2019 | non-primary | Tuluksak            | Alaska                       |
| Russian Mission Airport                                 | RSH       | PARS      | 1963      | 0,006 Mio. 2019 | non-primary | Russian Mission     | Alaska                       |
| Shungnak Airport                                        | SHG       | PAGH      | 1966      | 0,006 Mio. 2019 | non-primary | Shungnak            | Alaska                       |
| Tununak Airport                                         | TNK       |           |           | 0,005 Mio. 2019 | non-primary | Tununak             | Alaska                       |
| Elim Airport                                            | ELI       | PFEL      | 1952      | 0,005 Mio. 2019 | non-primary | Elim                | Alaska                       |
| Koyuk Alfred Adams Airport                              | KKA       | PAKK      | 1952      | 0,005 Mio. 2019 | non-primary | Koyuk               | Alaska                       |